# Digbeugnoa
Digbeugnoa este o comună din departamentul Gagnoa, regiunea Gôh, Coasta de Fildeș.